# NGC 2386
NGC 2386 est une paire d'étoiles située dans la constellation des Gémeaux.
L'astronome irlandais Lawrence Parsons a enregistré la position de cette paire d'étoiles le 1er janvier 1876.